# Masaki Kanō
Masaki Kanō (jap. 加納政樹 Kanō Masaki; ur. 4 lutego 1976 roku w Prefekturze Hyōgo) – japoński kierowca wyścigowy.

## Kariera
Kanō rozpoczął karierę w międzynarodowych wyścigach samochodowych w 2007 roku od startów w dywizji 1 Asian Touring Championship, gdzie siedmiokrotnie stawał na podium. Uzbierane 102 punkty pozwoliły mu zdobyć tytuł wicemistrza serii. W późniejszych latach pojawiał się także w stawce Super GT. Od 2008 roku startuje w azjatyckich wyścigach World Touring Car Championship. Jednak nigdy nie zdobywał tam punktów. W 2011 roku ukończył wyścig w Japonii na dwunastej pozycji. Był to najlepszy wynik w historii jego startów w WTCC.